# Siegfried Reissek
Siegfried Reissek o Reisseck (1819 - 1871 ) fue un naturalista y botánico austriaco, especializado en espermatofitas y en hongos.
Fue asistente de la Colección Real Botánica de Viena entre 1845 y 1867, llegando en ese año a estar encargado de la misma.
Desde 1848 fue miembro de la Academia de Ciencias de Vienna.

## Obra
- 1876. "Correspondence : Reissek (Siegfried) and Engelmann (George)"
- 1861. Celastrineae, Ilicineae, Rhamneae. Exposuit
- 1856. Alphitomyces schroetteri
- 1851. Entwicklungsgeschichte des Tieres und der Pflanze durch Urzeugung. Sitzungsberichten der Kaiserlich Akademie der Wissenschaften in Wien Mathematische-Naturwissenschaftliche Klasse, Abt. 1 7: 334-341

## Honores

### Eponimia
- Reissekia Endl. 1840[1]
- La abreviatura «Reissek» se emplea para indicar a Siegfried Reissek como autoridad en la descripción y clasificación científica de los vegetales.[2]